# センチュリアン (映画)
『センチュリアン』（原題:The New Centurions）は、リチャード・フライシャー監督による1972年のアメリカ映画。ジョゼフ・ウォンボーの同名小説を原作とする現代の警察を舞台に描いたアクション映画である。センチュリアン（英: centurion）とはローマ軍の百人隊（英: century）の意。

## 概要
ジョゼフ・ウォンボーがロス市警在職中の1971年に出版した処女作『センチュリアン』は、警察官の姿をリアルに描き出し、評論家からも読者からも高評価を得た。ベストセラーとなった原作を、Ｓ・シリファントが脚色、Ｒ・フライシャーが監督した骨太の警官ドラマ。自らをローマ帝国の時代に治安をうけもった「百人隊＝センチュリアン」にたとえ、危険にさらされながらも地道で報われることの少ない制服警官たちのリアルな日常を描く警察群像劇。

## ストーリー
警察学校を卒業した3人の新人警察官ロイ・フェーラー（ステイシー・キーチ）とガス（スコット・ウィルソン）、セルジオ（エリック・エストラーダ）は、共に米ロサンゼルスで最も犯罪の多い地域に配属される。司法学生でもあるロイは、勤続２３年のベテラン制服警官アンディ・キルビンスキー（ジョージ・C・スコット）とコンビを組む。街のパトロールが主な仕事。最初の数週間は何事もなく過ぎたが、ロイの妻ドロシー（ジェーン・アレクサンダー）は、明け方近く帰るロイとのすれ違いの毎日に耐えられなくなっていく。
ある夜、ロイは散弾銃で射たれ重傷を追った。ドロシーは警官をやめるよう頼んだが、彼にはその気がなく、2人はこの事件を契機に離婚した。数週間後、キルビンスキーは定年で退職していった。

## キャスト
| 役名             | 俳優                     | 日本語吹替 |
| 役名             | 俳優                     | テレビ朝日版 |
| ---------------- | ------------------------ | --- |
| キルビンスキー   | ジョージ・C・スコット    | 鈴木瑞穂 |
| ロイ             | ステイシー・キーチ       | 中田浩二 |
| ドロシー         | ジェーン・アレクサンダー | 倉野章子 |
| ローリー         | ロザリンド・キャッシュ   | 鈴木弘子 |
| セルジオ         | エリック・エストラーダ   | |
| ウィルター       | クリフトン・ジェームズ   | |
| 不明 その他      | N/A                      | 岩崎信忠 滝口順平 寺島幹夫 関根信昭 伊武雅之 北村弘一 池田勝 緑川稔 弥永和子 菊池紘子 遠藤晴 藤夏子 芝田清子 安田隆 宮下勝 井口成人 西村知道 |
| 日本語版スタッフ |                          | |
| 演出             | 演出                     | 山田悦司 |
| 翻訳             | 翻訳                     | 山田実 |
| 効果             | 効果                     | 赤塚不二夫 |
| 調整             | 調整                     | 栗林秀年 |
| 制作             | 制作                     | グロービジョン |
| 解説             | 解説                     | 淀川長治 |
| 初回放送         | 初回放送                 | 1978年4月30日 『日曜洋画劇場』 |